# Kątnik większy
Kątnik większy, kątnik domowy większy (Eratigena atrica) – gatunek pająka z rodziny lejkowcowatych.

## Taksonomia
Gatunek ten opisany został w 1843 roku przez Carla Ludwiga Kocha jako Tegenaria atrica.  W 2013 roku Angelo Bolzern, Daniel Burckhardt i Ambros Hänggi zsynonimizowali kątnika większego z Tegenaria duellica oraz umieścili go w rodzaju Eratigena. W 2018 roku Eratigena atrica, Eratigena duellica oraz Eratigena saeva zostały ponownie uznane za odrębne gatunki przez Geoffa Oxforda i Angelo Bolzerna.

## Opis
Pająk ten osiąga od 10 lub 12 do 18 mm długości ciała i jest dość silnie owłosiony, szarożółty z ciemnobrązowym rysunkiem. Rozpiętość odnóży osobników dorosłych wynosi od 35 do 95–100 mm, przy czym największe wartości dotyczą samców. Na grzbiecie karapaksu ma dwie podłużne ciemne przepaski, które mogą być piłkowane lub zredukowane do trójkątnych kropek. Jego szczękoczułki mają 3 ząbki na przedniej i 6–9 na tylnej krawędzi. Wzór na sternum tworzy jasna przepaska środkowa i 3 pary jasnych kropek po bokach. Na wierzchu opistosomy znajduje się jasna przepaska w części przednio-środkowej, a po bokach jasne kropki, przechodzące z tyłu w szewrony. Dystalny brzeg prostokątnego stożeczka jest W-kształtny. Kądziołki przędne tylno-środkowej pary mają 3–4 walcowate czopki gruczołowe i jeden wyraźny czopek ampułkowaty.
Odnóża kroczne są długie, przyciemnione, pozbawione obrączkowania, mogą mieć ciemne kropki na biodrach i dosiebnych częściach ud. Na stopach nóg występuje od 7 do 10 trichobotriów, natomiast stopach i cymbium nogogłaszczków nie ma ich wcale. Nogogłaszczki samców cechują: krótki kolec na grzbiecie goleni, masywny i tylko w końcowej połowie podwinięty konduktor o spiczastej i twardej końcówce, szeroko kieszeniowata i silnie połączona z tegulum apofyza medialna oraz nasadowa część tegulum prawie całkiem zakryta częścią górną.
Samica ma na epigyne otwór kopulacyjny położony przed prostokątną płytką i pozbawiona jest tylnego sklerytu. W wulwie ma krótki przewód kopulacyjny i nieregularnie wydłużoną spermatekę, otaczającą pozwijane i oddzielone o więcej niż dwie swoje średnice przewody.

## Biologia i ekologia
Gatunek synantropijny jak i występujący w środowisku naturalnym. Aktywny nocą. W otoczeniu człowieka zasiedla ciemne miejsca jak kwietniki, stosy drewna, piwnice czy ciemne kąty za meblami. W miejscach tych buduje poziome, dachowate sieci łowne, na jednym końcu w lejek mieszkalny, w którym pająk czai się w oczekiwaniu na ofiarę. Tą ostatnią są owady i inne pająki. W przypadku niedostatku pożywienia, a u samców też celem poszukiwania samicy, pająki opuszczają nocą sieci. Wędrując trafiać mogą do miejsc z których nie potrafią się wydostać, jak wanna czy umywalka. Dożywają około 4 lat.
Jad tego pająka nie jest groźny dla człowieka. Większe osobniki mogą przebić skórę dorosłej osoby, ale nie są agresywne.

## Rozprzestrzenienie
Pająk europejski, podawany też z Libanu, zawleczony do Stanów Zjednoczonych i Kanady. Pierwsze doniesienie północnoamerykańskie pochodzi z 1929 z Vancouver Island.
W Europie podawany z Andory, Austrii, Belgii, Bułgarii, Chorwacji, Czech, Danii, Finlandii, Francji, Grecji, Hiszpanii, Holandii, Irlandii, byłej Jugosławii, Liechtensteinu, Litwy, Łotwy, Macedonii Północnej, Niemiec, Norwegii, Polski, Portugalii, Rumunii, Rosji, Słowacji, Szwecji, Szwajcarii, Wielkiej Brytanii i Włoch. W większości zasięgu liczny.